# Ксенозаври
Ксенозаврите (Xenosaurus) са род влечуги, единствен съвременен род в семейство Крокодилови гущери (Xenosauridae).
Таксонът е описан за пръв път от Вилхелм Петерс през 1861 година.

## Видове
- Xenosaurus agrenon
- Xenosaurus arboreus
- Xenosaurus fractus
- Xenosaurus grandis – Голям ксенозавър
- Xenosaurus manipulus
- Xenosaurus mendozai
- Xenosaurus newmanorum
- Xenosaurus penai
- Xenosaurus phalaroanthereon
- Xenosaurus platyceps – Плоскоглав ксенозавър
- Xenosaurus rackhami
- Xenosaurus rectocollaris
- Xenosaurus tzacualtipantecus